# Segalar

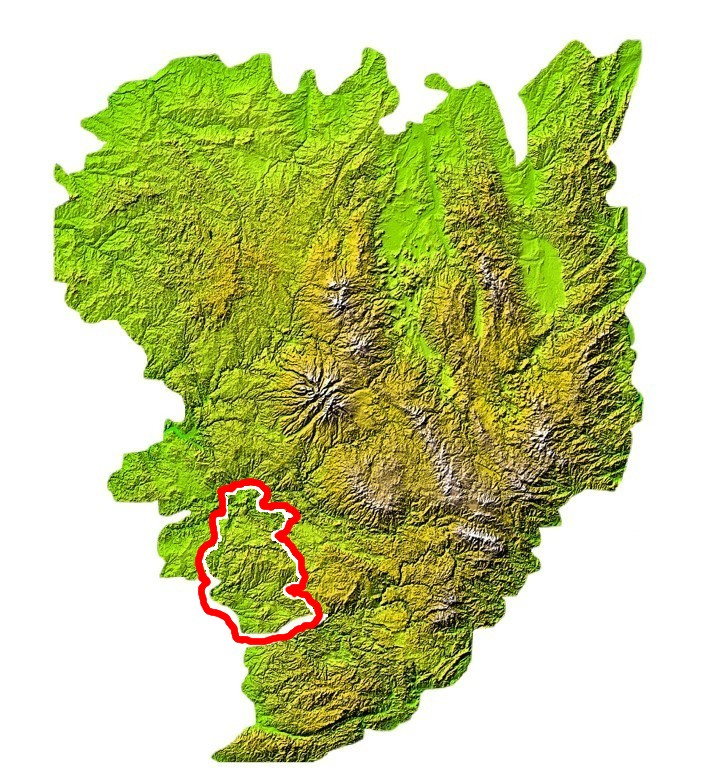
Situació del Ségala al Massís Central

El Ségala (en occità lo Segalar, de Segalar: terra de sègol) és una regió natural de França que s'estén a l'oest del departament de l'Avairon i al nord del departament del Tarn. Es tracta d'una regió geològica del Massís Central.
Segons la proposta del diari Jornalet de divisió administrativa d'Occitània, basada en l'obra de Frederic Zégierman Le Guide des pays de France, el Segalar estaria dividit en tres Parçans o «comarques» d'Occitània:
- a la regió històrica del Llenguadoc, subregió de l'Albigés: el Segalar Albigès i el Carmaucí

- a la regió històrica de la Guiena, subregió del Roergue: el Segalar Roergat.

La vila principal d'aquesta regió natural és Carmauc, al Carmaucí.
Aquest nom és també el del senyor del Ségala, que habitava el nord-est del departament de l'Òlt al segle xiv i que va tenir 13 nens.

## Geografia

### Situació
El Segalar se situa a la part oest i sud-oest del departament de l'Avairon i al nord-est del Tarn. Es tracta d'una regió plena de turons i de muntanyes anomenades puèg o puech. És travessat pels rius Aveyron, Tarn, Rance et Cérou. Està rodejat per les regions naturals següents:
- Al nord per les causses del Quercy.
- Al sud pels monts de Lacaune.
- A l'est per l'altiplà del Lévézou i per la vallon de Marcillac.
- A l'oest per la regió natural de l'albigeoise.

### Topografia
El Ségala és una zona que s'estén entre les valls dels rius Viaur i Aveyron al sud-oest del departament de l'Avairon. Situat entre 200 i 800 metres d'altitud en el dorsal de relleu que uneix Rieupeyroux a Baraqueville, el Ségala ofereix paisatges contrastats entre les valls fondes i encaixades, salvatges i boscoses i els cims i altiplans on hi domina l'agricultura i la cria de bestiar boví. Ple de petites valls, el Ségala s'anomena "el país de les cent valls" per una xarxa de rius i rierols molt dens.

### Municipis del Ségala
| Municipis del Ségala B-C                                                                                        | Municipis del Ségala C-N | Municipis del Ségala P-T |
| --- | --- | --- |
| - Baraqueville - Belcastel - Bossac - Cabanès - Camboulazet - Camjac - La Capelle-Bleys - Castanet - Castelmary | - Centrès - Colombiès - Crespin - Gramond - Lédergues - Lescure-Jaoul - Manhac - Meljac - Mirandol-Bourgnounac - Moyrazès - Naucelle | - Pradinas - Prévinquières - Quins - Rieupeyroux - Saint-Just-sur-Viaur - La Salvetat-Peyralès - Sauveterre-de-Rouergue - Tauriac de Naucèla - Tayrac |

## Llocs turístics i monuments
- Pont-du-Cirou
- Balsac
- Rignac
- Ambialet
- Château de Balsac
- Château de Belcastel
- Nages
- Château de Bessonies
- Sauveterre-de-Rouergue

## Història
La terra del Ségala és una terra de silici, àcida, on només s'hi pot cultivar un cereal poc exigent com és el sègol, d'on té el seu nom. El 1902 la construcció del viaducte ferroviari va permetre superar el Viaur i l'obertura de la línia Rodez-Carmaux va permetre que els camps es poguessin adobar i reduir així l'acidesa de la terra. De cop, van aparèixer nous cereals com el blat i el blat de moro.